# De oude kerkklok

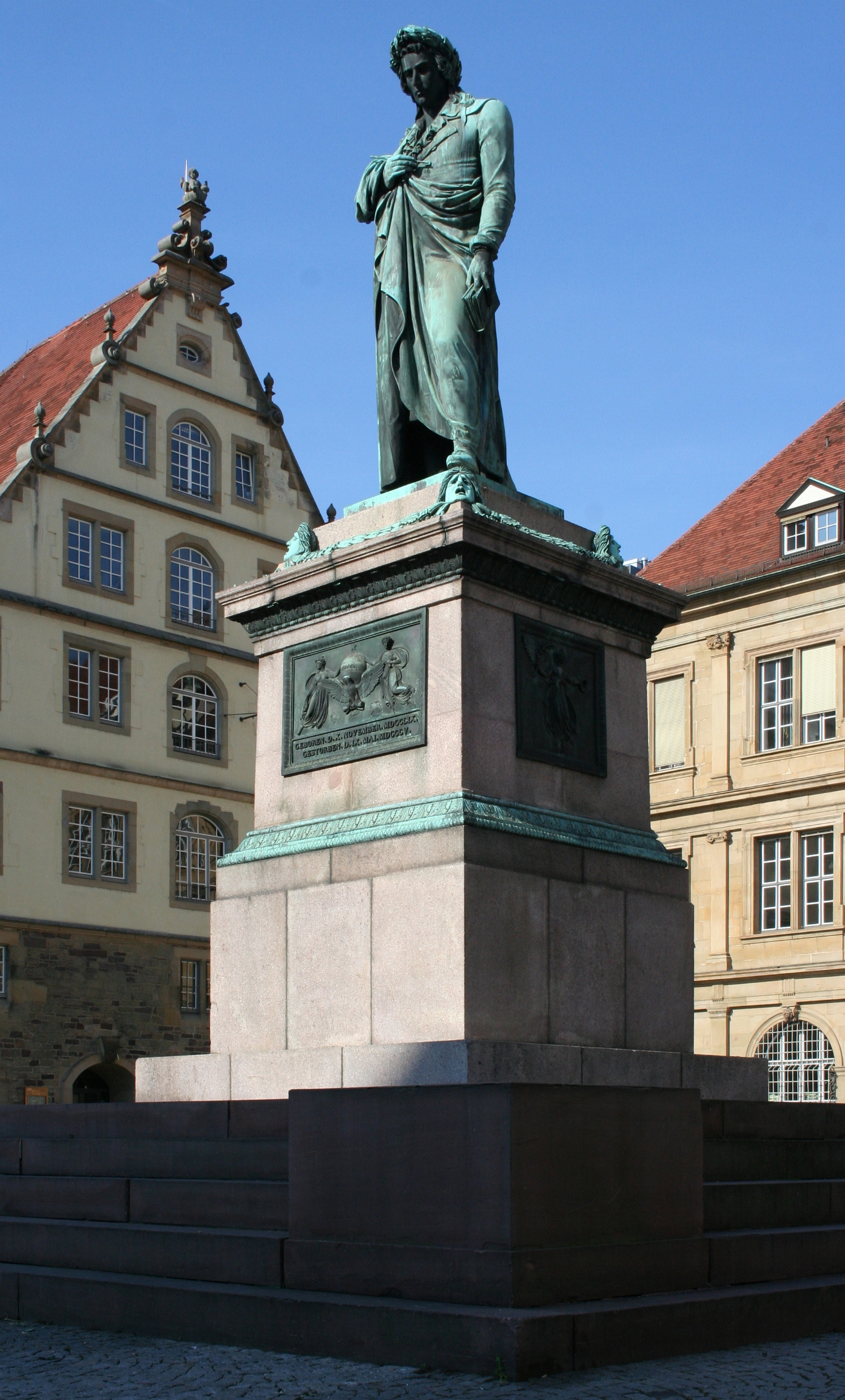
Standbeeld op de Schillersplatz in Stuttgart

De oude kerkklok is een sprookje van Hans Christian Andersen, het verscheen in 1859.

## Het verhaal
In de Duitse streek Württemberg ligt het stadje Marbach. Het ligt aan de Neckar en er hangt wijnloof, de donkere dagen komen. Een moeder in barensweeën hoort de kerkklokken. Het is een feestdag en de moeder brengt een zoon ter wereld. Het kind heeft heldere ogen en vergulde haren. Op tien november 1759 schenkt God een zoon, schrijft het gezin in de bijbel. Bij de doop krijgt het kind de namen Johan Christoph Friedrich. Het gezin verhuist naar een andere stad en als het jongetje zes is kent hij vrome psalmen. Zijn vader leest voor uit Gellerts Fabels en uit de Messias. Hij heeft een zusje dat twee jaar jonger is en ze horen over de kruisdood tot verlossing van alle mensen. Als het gezin terugkomt in Marbach, zijn er nieuwe graven op het kerkhof en de klok is in het gras gevallen. Er is een nieuwe klok en de moeder vertelt hoe de oude klok eeuwenlang dienst heeft gedaan. Tijdens de doop, bruiloften en begrafenissen en verschrikkingen van het vuur. De moeder vertelt over haar bevalling en de jongen kust de klok. De jongen wordt aangenomen op de militaire school en hij krijgt laarzen en een stropdas en poederpruik. De klok zou misschien omgesmolten worden, misschien wordt het ooit een pen. De landsheer geeft een feest en een man probeert weg te gaan van zijn vaderland. In een bos bezit hij niet meer dan een paar beschreven bladen over Fiesko en vluchtelingen overnachten in een herberg. De kerkklok wordt verkocht als oud koper en wordt in Beieren omgesmolten als gedenkteken voor een man die het Duitse volk vereert. In Denemarken groeien beuken en staan hunebedden en er woont een arme jongen. Een vader snoeit op Holm en krijgt eten van zijn zoon. De zoon beitelt schone gestalten in marmer en krijgt opdracht een gestalte te boetseren van Johann Christoph Friedrich. Het erts van de oude kerkklok vloeit en vormt het hoofd en borst van het beeld dat nu in Stuttgart staat voor het slot op het plein. De vluchteling werd een onsterfelijk dichter en hij zong over de bevrijder van Zwitserland en Frankrijk door God bezielde jonkvrouw. Honderd jaar na het luiden van de kerkklok tijdens de bevalling, luiden opnieuw klokken voor de dichter van het vrouwenhart.